# 高橋西駅 (上海市)
高橋西駅（こうきょうにしえき）は、中華人民共和国上海市浦東新区高橋鎮港城路に位置する上海軌道交通10号線の駅である。

## 歴史
- 2020年12月26日：開業[1]。

## 駅構造
相対式ホーム2面2線を有する高架駅。

### のりば
| 番線 | 路線     | 行先                   |
| ---- | -------- | ---------------------- |
| 1    | ■ 10号線 | 虹橋火車站・航中路方面 |
| 2    | ■ 10号線 | 基隆路方面             |

（出典：）

## 隣の駅
上海軌道交通
■ 10号線
双江路駅 - 高橋西駅 - 高橋駅